# William Hope Hodgson
William Hope Hodgson (Wethersfield, 15 novembre 1877 – aprile 1918) è stato uno scrittore britannico.
Fu uno degli autori preferiti da Howard Phillips Lovecraft, che si ispirò al suo capolavoro, La casa sull'abisso, per ideare il suo ciclo di Cthulhu.

## Biografia

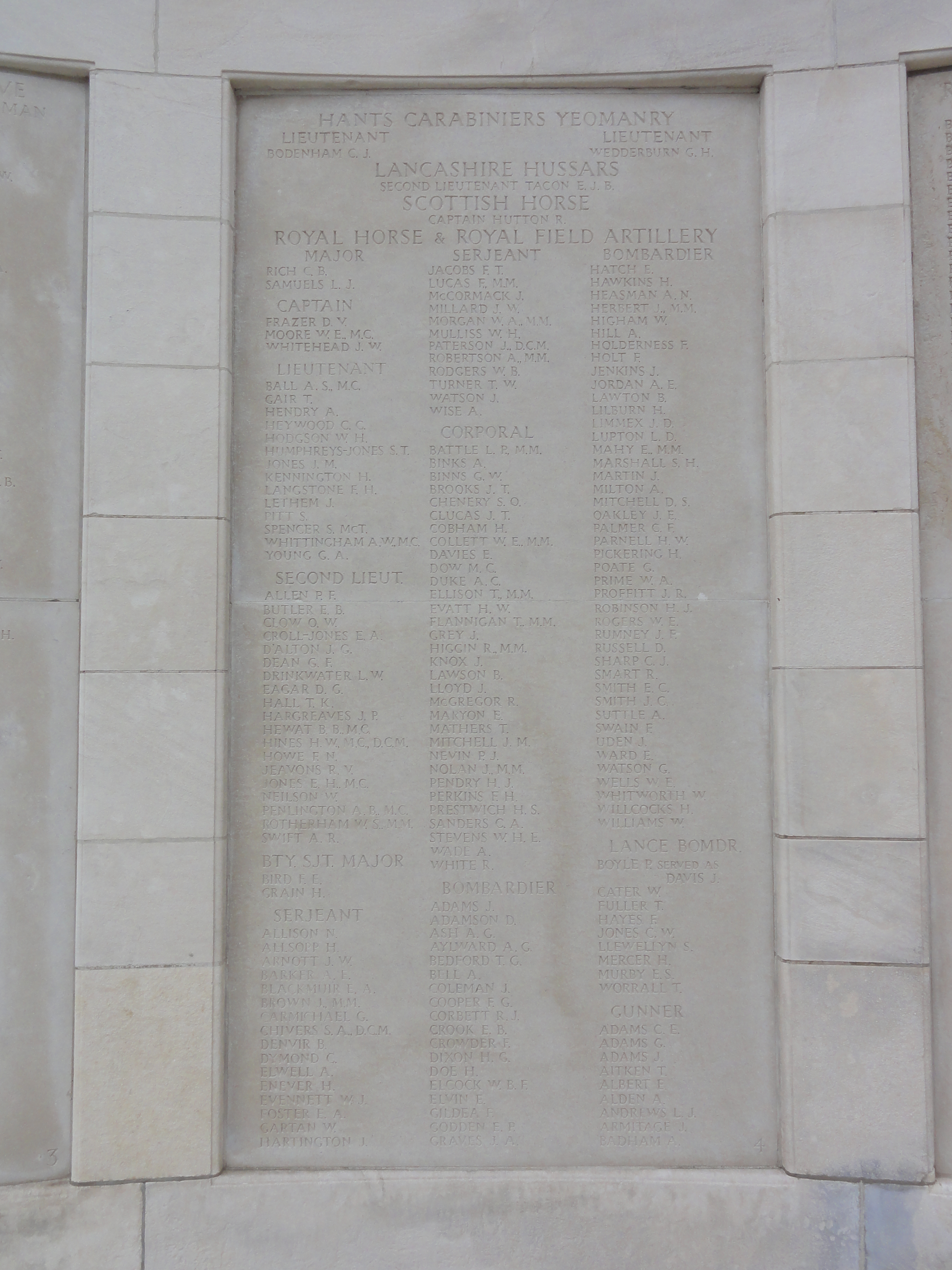
Lapide n°4 del cimitero Tyne Cot di Zonnebeke con il nome di William Hope Hodgson

Nato il 15 novembre del 1877 a Wethersfield nell'Essex (Regno Unito), a 14 anni lasciò la famiglia per imbarcarsi per mare, iniziando una carriera di otto anni che lo portò da marinaio semplice fino alla qualifica di sottufficiale.
Interruppe i suoi viaggi per mare nel 1901, portando con sé le brutte esperienze degli abusi subiti, da mozzo, durante i primi anni di navigazione. Si trasferì dapprima a Blackburn, dove aprì una palestra di atletica (era molto noto per la sua forza erculea e per la sua abilità di lottatore), e quindi in seguito in Francia, dove nel 1906 iniziò la sua attività letteraria.
La sua cospicua produzione letteraria è incentrata attorno ai temi della "casa" e del "mare". Riguardo quest'ultimo, basti citare i romanzi I pirati fantasma e Naufragio nell'ignoto. Sul tema delle case soprannaturali, La casa sull'abisso (1908) influenzò profondamente Howard Phillips Lovecraft, che lo definì "lo scrittore sulle cui spalle si è posato il manto di Poe" e ne riconobbe la fondamentale importanza nello sviluppo di alcune idee dei Miti di Cthulhu.
Ideò anche un notissimo ciclo sulla tematica degli Indagatori dell'occulto, intorno ad un fortunato personaggio, Carnacki, il cacciatore di spettri, protagonista di nove avventure nel mondo del soprannaturale.
Caratteristica della serie è l'aria ironica e sorniona del protagonista che si aggira per le case infestate, portando sempre a buon fine i casi che gli vengono proposti; spesso, attraverso lo sviluppo e l'uso di strumentazioni speciali inventate da lui, quali il pentacolo elettrico e la barriera cromatica.
Arruolatosi volontario nell'esercito britannico durante la prima guerra mondiale, venne congedato per le gravi conseguenze di una caduta da cavallo durante l'addestramento da ufficiale di artiglieria; due anni dopo, rimessosi, nonostante non avesse più alcun obbligo militare, chiese nuovamente di potersi arruolare partendo per il fronte francese.
Offertosi volontario per una missione di altissimo rischio, nell'aprile del 1918, nei pressi di Ypres in Belgio, viene centrato in pieno da una granata nemica che ne lascia integro solo l'elmetto.
Nel 2019 la casa editrice il Palindromo pubblica per la prima volta in Italia Il sogno di X (The Dream of X) a cura di Pietro Guarriello con le storiche tavole di Stephen E. Fabian, noto illustratore di pulp magazine. Completa il volume la sezione Incubi ritrovati, con sei racconti finora mai pubblicati, accompagnati da un importante corredo di apparati critici e la silloge poetica, Il richiamo del mare, anch’essa inedita in Italia, e una nutrita documentazione fotografica.

## Opere
- La Dea della Morte (The Goddess of Death, 1904), racconto
- Il mostro (A tropical horror, 1905), racconto
- The voice in the night (1907), racconto
- Naufragio nell'ignoto (The boats of the Glen-Carrig, 1907), romanzo
- La casa sull'abisso (The house on the borderland, 1908), romanzo, ed.it. Newton 1994
- Il mare (Out of the Storm, 1909), racconto
- I pirati fantasma o Orrore dagli abissi (The Ghost Pirates, 1909), romanzo, ed. it. Garden 1992; Newton 1994
- La terra dell'eterna notte (The Night Land, 1912), romanzo, ISBN 9788834705360
- The derelict (1912)
- The dream of X (1912) / Il sogno di X (2019), il Palindromo
- Carnacki, cacciatore di spettri (Carnacki, the ghost finder, 1913), racc. di racconti, SIAD 1978. Nuova edizione italiana: Carnacki. L'indagatore dell'occulto. Traduzione e cura di Gabriele Scalessa, Manni 2013.
- Men of the deep waters (1914), racc. di racconti
- The luck of the strong (1916), racc. di racconti
- Captain Gault, Being the Exceedingly Private Log of a Sea-Captain (1917), racc. di racconti
- Dio, Dio, perché non mi aiuti (Eloi, Eloi, Lama Sabachthani, 1919), racconto
- Perché non sono imbarcato - saggio
- The call of the sea, racc. di poesie
- The voice of the ocean, racc. di poesie
- Lamie (Middle Islet), racconto